# Paul Ngadjadoum
Paul Ngadjadoum (20 de outubro de 1957) é um antigo atleta chadiano que foi campeão africano de salto em altura em 1978.
Participou nos Campeonatos Mundiais de 1987 e nos Jogos Olímpicos de 1988, mas não conseguiu atingir a final em ambas ocasiões. Integrou também a seleção de África que participou na Taça do Mundo de Atletismo de 1977 disputada em Dusseldorf, prova em que se classificou em quinto lugar.